# Penguily
Penguily település Franciaországban, Côtes-d’Armor megyében. Lakosainak száma 608 fő (2022. január 1.). Penguily La Malhoure, Plénée-Jugon, Saint-Glen, Saint-Trimoël, Le Mené és Lamballe-Armor községekkel határos.

## Népesség
A település népességének változása:
| Lakosok száma | 371  | 363  | 528  | 628  | 611  | 625  | 608  | 607  | 607  | 608  |
|               | 1968 | 1990 | 2006 | 2011 | 2015 | 2016 | 2018 | 2019 | 2021 | 2022 |